# Forstau
Forstau är en ort och kommun i Österrike. Den ligger i distriktet Sankt Johann im Pongau i förbundslandet Salzburg, 230 km väster om huvudstaden Wien. 